# Lepadichthys caritus
Lepadichthys caritus är en fiskart som beskrevs av Briggs, 1969. Lepadichthys caritus ingår i släktet Lepadichthys och familjen dubbelsugarfiskar. Inga underarter finns listade i Catalogue of Life.